# Nicolaus Jarre
Nicolaus Jarre, född 1603 i Hamburg, död 1678 i Hamburg, var jurist och borgmästare i Hamburg.
Jarre gick på hemstaden Hamburgs gymnasium och studerade sedan juridik på universiteten Wittenberg, Marburg, Tübingen, Strasbourg och Basel. Han gjorde även studieresor till Italien, Frankrike och England innan han återvände till Hamburg. Han valdes till borgmästare 1650 och satt på posten i 28 år.